# خوان خوزه لینز
خوان خوزه لینز (انگلیسی: Juan José Linz; ۲۴ دسامبر ۱۹۲۶ – ۱ اکتبر ۲۰۱۳) کارشناس سیاسی، جامعه‌شناس، و استاد دانشگاه اهل آلمان بود. تخصص او در زمینهٔ سیاست مقایسه‌ای بود. او از سال ۱۹۶۱ پروفسور استرلینگ جامعه‌شناسی و علوم سیاسی در دانشگاه ییل بود. شهرت او به خاطر پژوهش در زمینهٔ نظام‌های سیاسی اقتدارگرا و دموکراتیزاسیون بود.
وی همچنین برندهٔ جوایزی همچون کمک‌هزینه گوگنهایم شد و عضو آکادمی بریتانیا بود.